# Memento Mori : Le Secret de la vie éternelle
Pour les articles homonymes, voir Memento Mori.
Memento Mori : Le Secret de la vie éternelle (Memento Mori) est un jeu vidéo d'aventure en pointer-et-cliquer développé par Centauri Production et édité par Bohemia Interactive, sorti en 2008 sur Windows.

## Accueil
- Adventure Gamers : 3,5/5[1]
- Jeuxvideo.com : 14/20[2]